# Diagnòstic de la síndrome d'Asperger
El diagnòstic de la síndrome d'Asperger, un trastorn de l'espectre autista (TEA), es fa difícil a causa de diversos factors. Igual que els altres TEA, la síndrome d'Asperger es caracteritza per un dèficit en les relacions socials, amb interessos limitats i conductes repetitives. Es considera diferent dels altres TEA per l'absència de retard del llenguatge. El diagnòstic pot estar influenciat per desacords i controvèrsies, incloent la necessitat de diferenciar la síndrome d'Asperger d'altres formes d'autisme, en particular l'autisme d'alt funcionament. En diferents països trobem casos de diagnòstic per defecte i de diagnòstic per excés per diversos motius. Igual que amb totes les formes d'autisme, el diagnòstic precoç és un element important per a una millor gestió. El diagnòstic diferencial recull informació valuosa.

## Història de les diferents classificacions
La primera descripció de Hans Asperger de la síndrome no va definir els criteris diagnòstics. El seu treball va ser redescobert i traduït molt més tard, el 1981. Es va celebrar a Londres el 1988 una conferència internacional entre diferents investigadors sobre autisme, per ajudar a identificar els criteris de diagnòstic dins d'aquesta nova àrea de l'espectre autista. Els primers criteris es van definir el 1989 i van servir de base per a les definicions al CIM-10 i DSM-IV.

### CIM-10
La Classificació Internacional de Malalties (CIM-10), publicada per l'Organització Mundial de la Salut (OMS) el 1993, codifica la Síndrome d'Asperger «(F84.5)» i la designa com una síndrome de validesa nosològica incerta caracteritzada per una alteració qualitativa de les interaccions socials recíproques, similar a la observada en l'autisme, associada a un repertori d'interessos i activitats limitats, estereotípics i repetitius. Es diferencia de l'autisme principalment en el fet que no s'acompanya d'un retard o una deficiència del llenguatge o desenvolupament cognitiu.
La descripció estableix que sovint s'observa una manca de destresa física i que persisteixen els trastorns, en particular per «episodis psicòtics al començament de l'edat adulta». Els criteris són gairebé idèntics als del DSM-IV, però el CIM-10 només afegeix que la manca de destresa física (sense constituir necessàriament un criteri de diagnòstic) i que les habilitats aïllades específiques, sovint relacionades amb preocupacions anormals, són comunes però no necessàries per al diagnòstic. L'exigència del DSM-IV per a una alteració clínicament significativa en les àrees socials, laborals o d'altres àrees importants de funcionament, no s'inclouen al CIM-10.
Aquesta definició es criticada pel seu caràcter restrictu i la seva tendència a fer que la síndrome d'Asperger sigui una malaltia per als ulls de persones no-especialistes.

### DSM-IV
La 4a edició del Manual de diagnòstic i estadística dels trastorns mentals (DSM-IV), publicat el 1994, inclou per primera vegada la síndrome d'Asperger en el trastorn generalitzat del desenvolupament (TGD): «(DSM-IV F84.5): [299.80] Síndrome d'Asperger». La síndrome d'Asperger es descriu com un trastorn generalitzat del desenvolupament, definit per un conjunt de símptomes en lloc d'un sol. Es caracteritza per un dèficit en les relacions socials, per estereotipies i interessos limitats, sense retards clínicaments significatius en el desenvolupament cognitiu i del llenguatge. Els dèficits poden ser significatius i afectar una varietat d'àrees. El diagnòstic de la síndrome d'Asperger queda exclòs si compleix els criteris d'autisme clàssic. L'intens interès per un subjecte determinat, una verbositat precisa, una prosòdia reduïda i la incomoditat física són característiques d'aquesta síndrome, però no són necessàries per al diagnòstic.
1. Alteració qualitativa de les interaccions socials, com ho demostren almenys dos dels següents elements:
  1. alteració marcada en l'ús, per regulació de les interaccions socials, de múltiples conductes no verbals, com ara contacte visual, expressió facial, postures corporals i gestos
  2. incapacitat d'establir relacions entre iguals a nivell de desenvolupament
  3. el subjecte no busca espontàniament compartir els seus plaers, interessos o èxits amb altres persones (per exemple, no intenta mostrar, assenyalar o portar objectes d'interès)
  4. manca de reciprocitat social o emocional
2. Caràcter restringit, repetitiu i estereotipat de comportaments, d'interessos i d'activitats, tal com ho demostren almenys un dels següents elements:
  1. preocupació concentrada a un o més centres d'interès estereotipats i limitats, anormals en la seva intensitat o en la seva orientació,
  2. adhesió aparentment inflexible a hàbits i rituals específics i no funcionals
  3. maneres motrius estereotipades i repetitives (per exemple batiment o torsió de mans o dits, moviments complexos de tot el cos)
3. La pertorbació provoca una alteració significativa en el pla clínic del funcionament social, laboral o en altres àrees importants.
4. No hi ha retard significatiu del llenguatge en el pla clínic (per exemple, el subjecte utilitza paraules individuals al voltant dels 2 anys i frases amb valor de comunicació entorn dels 3 anys).
5. Durant la infància, no hi ha retard significatiu en el pla clínic en el desenvolupament cognitiu ni en el desenvolupament, en funció de l'edat, de les capacitats d'autonomia, el comportament d'adaptació (excepte en l'àrea d'interacció social) i de la curiositat per l'entorn.
6. El trastorn no compleix els criteris d'un altre trastorn generalitzat del desenvolupament (TGD) ni d'una esquizofrènia.

Els criteris de diagnòstic del DSM-IV han donat lloc a algunes reserves tècniques. En particular, Tony Attwood fa dues crítiques principals d'aquests criteris. En primer lloc, el DSM-IV fa que l'autisme i la síndrome d'Asperger siguin dos diagnòstics incompatibles (amb una norma jeràrquica que, en el cas del diagnòstic dual de l'autisme i la síndrome d'Asperger, el diagnòstic de l'autisme preval). El DSM-IV distingeix l'autisme de la síndrome d'Asperger sobre la base del retard del llenguatge, un criteri fràgil i irrellevant en adolescents i adults. La segona reserva de Tony Attwood està en el punt 4, que exclou del diagnòstic de la síndrome d'Asperger als nens amb retard en el llenguatge. De fet, molts nens amb síndrome d'Asperger han tingut un retard del llenguatge. A més, l'exemple donat pel DSM-IV correspon realment a un nen amb retard del llenguatge.

### DSM-5
En la 5a versió del Manual de diagnòstic i estadística dels trastorns mentals (DSM-5), publicat el 2013, la síndrome d'Asperger ja no es classifica com un trastorn independent. Les persones amb aquests símptomes s'inclouen dins de la secció de trastorns de l'espectre autista (TEA). Sota aquesta nova proposta de classificació, els clínics prenen nota de la gravetat dels símptomes clínics presents en el TEA (greus, mitjans o moderats). El DSM-5 va assenyalar que «Els individus ben establerts al DSM-IV amb un diagnòstic del trastorn d'Asperger haurien de rebre el diagnòstic del trastorn de l'espectre autista». Aquesta posició es justifica per «l'absència d'evidències fortes i consensuades per afirmar la diferència entre la síndrome d'Asperger i l'autisme d'alt funcionament, i la manca de validesa dels criteris de diagnòstic de la síndrome d'Asperger».
Els criteris de diagnòstic DSM-5 per al trastorn de l'espectre autista són:
1. Dèficits persistents en la comunicació social i en la interacció social en diversos contexts, tal com es manifesta en els següents, actualment o per la història (els exemples són il·lustratius, no exhaustius; vegeu text): dèficits en la reciprocitat social-emocional (per exemple, un apropament social anormal i el fracàs de la conversa normal i posterior; una reducció d'intercanvi d'interessos, emocions o afectes; a no iniciar o respondre a les interaccions socials).
  1. Dèficits en comportaments comunicatius no verbals utilitzats per a la interacció social (per exemple, una comunicació verbal i no verbal mal integrada; anomalies en el contacte visual i llenguatge corporal o dèficits en la comprensió i l'ús de gestos; una absència total d'expressions facials i de comunicació no verbal).
  2. Dèficits en el desenvolupament, el manteniment i la comprensió de relacions (per exemple, dificultats per ajustar el comportament a diferents contexts socials; dificultats per compartir el joc imaginari o fer amics; absència d'interès pels companys).
2. Models de comportament, interessos o activitats limitats i repetitius, tal com es manifesta en almenys dos dels següents caos, actualment o per la història (els exemples són il·lustratius, no exhaustius; vegeu text): moviments motors estereotipats o repetitius, ús d'objectes o llenguatge (per exemple, estereotipies simples motores, llançament de joguines o objectes, ecolàlia, frases idiosincràtiques). La insistència en la repetició, l'adherència inflexible a les rutines o els patrons rituals de comportament verbal o no verbal (per exemple, angoixa extrema en petits canvis, dificultats amb les transicions, patrons de pensament rígids, rituals de salutació, necessitat de prendre la mateixa ruta o menjar el mateix aliment cada dia).
  1. Alta limitació, establint interessos que no són normals en intensitat o enfocament (per exemple, forta afecció o preocupació per objectes insòlits, interessos excessivament limitats o perseverants).
  2. Hiperactivitat o hipoactivitat a l'entrada sensorial o interès inusual en aspectes sensorials de l'entorn (per exemple, aparent indiferència al dolor / temperatura, resposta adversa a sons o textures específiques, olorar excessivament o tocament d'objectes, fascinació visual amb llums o moviment).

Els símptomes han d'estar presents en el primer període de desenvolupament (però potser no es manifestin plenament fins que les demandes socials excedeixin les capacitats limitades o puguin estar emmascarats per estratègies apreses posteriorment). Els símptomes provoquen un deteriorament clínic significatiu en els àmbits social, laboral o altres àrees importants del funcionament actual. Aquests trastorns no s'expliquen millor per la discapacitat intel·lectual (trastorn del desenvolupament intel·lectual) o el retard global del desenvolupament. La discapacitat intel·lectual i el trastorn de l'espectre autista coincideixen freqüentment; per fer diagnòstics de comorbiditat del trastorn de l'espectre autista i la discapacitat intel·lectual, la comunicació social ha de ser inferior a la prevista per al nivell de desenvolupament general. El diagnòstic es divideix en 3 nivells de gravetat (greu, moderat o lleu).
Ha sigut controvertida l'eliminació del síndrome d'Asperger del DSM, ja que era utilitzat habitualment per assegurances de salut, investigadors, agències estatals, escoles i persones amb trastorns. Els experts estan preocupats per que l'eliminació de l'etiqueta «Asperger» evita que les persones lleugerament afectades siguin avaluades per autisme. Una meta-anàlisi de 14 estudis publicats a l'escola d'infermeria de la Universitat de Colúmbia a principis de 2014 va demostrar que hi va haver una disminució del 30% en els diagnòstics del trastorn de l'espectre autista després de la publicació del DSM-5. Alguns metges i pacients, que prefereixen seguir la definició del DSM-IV; no obstant això, permet detectar l'autisme com una variant del funcionament cognitiu humà i, per tant, defensar el concepte de neurodiversitat; llavors seria més un problema ètic que una decisió científica.

## Fiabilitat del diagnòstic
El diagnòstic de la síndrome d'Asperger pot ser difícil perquè hi ha una manca de detecció en el diagnòstic estandarditzat per a aquesta síndrome. Segons l'Institut Nacional de Trastorns Neurològics i Malalties dels Estats Units, els metges busquen la presència d'un conjunt de conductes per fer un diagnòstic, com ara el contacte visual anormal, distanciament, manca de resposta quan es pregunta al nen pel seu nom, manca d'ús de gestos, manca de joc interactiu amb altres persones i manca d'interès pels companys. A vegades, els diagnòstics de la síndrome d'Asperger i l'autisme d'alt funcionament són utilitzats indistintament; el mateix nen pot rebre diferents diagnòstics segons l'eina de selecció i la persona que realitza les proves.
Els diagnòstics poden estar influenciats per problemes no tècnics, com ara la disponibilitat de les prestacions governamentals per a una condició, però no un altre. Les organitzacions de defensa i d'advocacia dels pares han proliferat al voltant de la síndrome d'Asperger. Això probablement ha donat lloc a diagnòstics més freqüents. El diagnòstic es pot donar com a «diagnòstic residual» a nens d'intel·ligència normal que no compleixen els criteris dels diagnòstics d'autisme, però que tenen dificultats socials. El diagnòstic per defecte i per sobrediagnòstic és un problema en alguns casos específics. La creixent popularitat de les opcions de tractament i de l'obtenció de prestacions han incitat a diagnosticar els TEA, conduint a diagnòstics per defecte a nens amb símptomes incerts. Per contra, el cost del diagnòstic i la dificultat d'obtenir una compensació financera poden inhibir o retardar el diagnòstic.
Segons Tony Attwood, el diagnòstic de les dones és més difícil que el dels homes, a causa de la seva capacitat per emmascarar deliberadament les seves dificultats en les interaccions socials.

## Procediment
En els nens, la detecció d'un trastorn generalitzat del desenvolupament (TGD) pot ocórrer durant un control de rutina per part d'un metge general o pediatre, que pot identificar els signes que justifiquin una investigació addicional. Això requereix una avaluació global de l'equip per confirmar o descartar un diagnòstic de la síndrome d'Asperger. Aquest equip sol incloure un psicòleg, un neuròleg, un psiquiatre, un terapeuta del llenguatge, un terapeuta ocupacional i altres professionals amb experiència en el diagnòstic de nens amb síndrome d'Asperger. L'observació del trastorn pot ocórrer en múltiples configuracions, ja que la discapacitat social dels Asperger és més evident durant els períodes en què les expectatives socials no estan clares, i on els nens són lliures de directives per part dels adults. El test de Rorschach ha demostrat la seva fiabilitat per al diagnòstic, ja que els Aspergers tenen la particularitat de veure pocs continguts humans.
Una avaluació global inclou una avaluació neurològica i una avaluació genètica, amb proves cognitives i lingüístiques per establir el QI i per avaluar la funció psicomotriu, les fortaleses i febleses verbals, estil d'aprenentatge i habilitats per a realitzar una vida autònoma. Una valoració de les fortaleses i febleses de la comunicació inclou l'avaluació de formes de comunicació no verbal (mirada i gestos), l'ús del llenguatge no literal (metàfora, ironia, humor i absurditat), inflexions del llenguatge, estrès i el volum (capacitat de veure quan és el seu torn de parlar i sensibilitat a les indicacions verbals), el contingut, claredat i consistència de la conversa. La prova pot incloure una referència d'audiologia per excloure la pèrdua auditiva. La determinació de l'existència d'una història familiar de trastorns de l'espectre autista (TEA) és important. Un metge pot diagnosticar a partir dels resultats de la prova, la història de desenvolupament de la persona i els símptomes actuals. Estan involucrades diverses àrees de treball, i és essencia lun enfocament multidisciplinari en equip. Una valoració precisa de les fortaleses i febleses individuals és més útil que una etiqueta de diagnòstic. Un error o un retard en el diagnòstic és un problema greu que pot ser traumàtic per als individus i pels seus familiars. Un diagnòstic basat exclusivament en dades neurològiques, parla o nivell d'educació, pot donar un diagnòstic parcial.
Els avenços en la genètica permeten als genetistes mèdics relacionar aproximadament el 40% dels casos de TEA a causes genètiques. Segons un estudi, el rendiment diagnòstic de l'Asperger, el trastorn generalitzat del desenvolupament no especificat (PDD-NOS, pervasive developmental disorder not otherwise specified) i l'autisme atípic és similar al de l'autisme clàssic. Actualment, el diagnòstic genètic és relativament car, i les proves genètiques solen ser poc pràctiques. Les proves genètiques planteja una sèrie de qüestions ètiques, legals i socials. La disponibilitat comercial de les proves pot precedir la correcta comprensió de com utilitzar els resultats de les proves, donada la complexitat de la genètica.

## Diagnòstic precoç
Els pares de nens amb síndrome d'Asperger solen identificar diferències en el desenvolupament dels seus fills a partir dels 30 mesos d'edat, tot i que el diagnòstic no es fa abans dels 11 anys de mitjana. Per definició, els nens desenvolupen el seu llenguatge i habilitats d'auto-assistència dins de l'edat prevista, de manera que els primers indicis poden no ser evidents. La síndrome no es pot diagnosticar fins al final de l'adolescència o fins i tot la vellesa. De vegades, el dèficit d'interacció social no és obvi fins que un nen arriba a l'edat quan aquests comportaments esdevenen importants. Els dèficits socials sovint es noten quan els nens es troben amb companys a la llar d'infants o en edat preescolar.
El diagnòstic se sol fer entre els 4 i 11 anys; un estudi suggereix que pot ser que no sigui fiable fins als 4 anys.

## Diagnòstic diferencial
Un cert nombre de condicions es poden diagnosticar en lloc de la síndrome d'Asperger, que condueixen a medicacions innecessàries o fins i tot agreugen la condició. Això pot causar malalties mentals resistents al tractament en l'adultesa. La confusió en el diagnòstic pesa sobre els individus i les seves famílies i els pot conduir a buscar teràpies innecessàries. Les condicions que s'han de considerar en un diagnòstic diferencial inclouen altres trastorns del desenvolupament (autisme infantil, PDD-NOS, trastorn desintegratiu infantil, síndrome de Rett), esquizofrènia, trastorn esquizoide de la personalitat (TEP), trastorn per dèficit d'atenció amb hiperactivitat (TDAH), trastorn obsessivocompulsiu (TOC), depressió, trastorns múltiples del desenvolupament (MCDD), i trastorn d'aprenentatge no verbal (NLD o NVLD).
La diferenciació entre la síndrome d'Asperger i altres TEA es basa en el judici dels metges experimentats. Hi ha una gran coincidència entre la síndrome d'Asperger i el trastorn d'aprenentatge no verbal; ambdós tenen entre els símptomes la hiperlèxia, la verbositat i la malaptesa. Difereixen en l'interès limitat dels nens, comportaments repetitius i interaccions socials menys típiques. També s'ha de tenir en compte la síndrome de Tourette (ST) en el diagnòstic diferencial; «es tracta d'individus que no presenten retard mental en l'espectre autista, especialment aquells que podrien presentar una síndrome d'Asperger, que les diferències amb persones menys afectades per la síndrome de Tourette i els trastorns obsessivocompulsius poden no ser clares, o que ambdós trastorns puguin coexistir».
Altres trastorns a examinar inclouen el mutisme selectiu (MS), el trastorn de moviments estereotípics (SMD), i el trastorn bipolar, així com la presència de traumatismes cranioencefàlics (TCE) o d'un traumatisme durant el part, trastorns de conducta (CD), síndrome de Cornelia de Lange (CdLS), síndrome alcohòlica fetal (FAS), síndrome X fràgil (SXF), dislèxia, síndrome de Fahr, hiperlèxia, leucodistròfia, esclerosi múltiple (MS), i síndrome XXX. Les persones superdotades presenten alguns trets comuns amb els Asperger, encara que no tenen dèficits en la cognició social.

## Diferències entre els criteris
El diagnòstic de la síndrome d'Asperger es complica amb l'ús de diversos instruments de detecció diferents. A més dels criteris del DSM-IV i del CIM-10, altres conjunts de criteris de diagnòstic per a la síndrome d'Asperger són els de Peter Szatmari et al. i els de Gillberg.
| Criteris de diagnòstic parcial per a la síndrome d'Asperger Obtingut de Mattila et al. Buit = no definit en els criteris Diferències substancials entre els criteris que figuren: totes les subseccions dels criteris no estan incloses |          |          |          |          |
| | DSM-IV   | CIM-10   | Gillberg | Szatmari |
| Retard del llenguatge | No       | No       | Possible |          |
| Retard en el desenvolupament cognitiu | No       | No       |          |          |
| Retard de l'habilitat d'autoajuda | No       | No       |          |          |
| Dèficit de les relacions socials: | Sí       | Sí       | Sí       | Sí       |
| – Dèficit de comunicació no-verbal | Possible | Possible | Sí       | Sí       |
| – Incapacitat per formar amistats amb companys | Possible | Possible | Possible | Sí       |
| Comportament repetitiu, estereotipies: | Sí       | Sí       | Sí       |          |
| – Interès anormalment intens | Possible | Possible | Sí       |          |
| – Rutines i rituals | Possible | Possible | Sí       |          |
| Ús atípic del llenguatge |          |          | Sí       | Sí       |
| Manca de destresa física |          | Possible | Sí       |          |
| Competència específica aïllada |          | Freqüent |          |          |
| Alteració clínicament significativaa | Sí       |          |          |          |
| Exclusió de qualsevol altra síndrome | Síb      | Síc      | No       | Síd      |
| a Deficit social, ocupacional o altres àrees importants de funcionament b No compleix els criteris d'un altre trastorn generalitzat del desenvolupament o esquizofrènia c No atribuït al trastorn generalitzat del desenvolupament, trastorn esquizotípic, esquizofrènia, desordre reactiu i desinhibit, trastorn obsessiu de la personalitat i problemes obsessió compulsius d No compleix els criteris d'un altre trastorn de l'espectre autista |          |          |          |          |

En comparació amb els criteris del DSM-IV i del CIM-10, Szatmari et al. no mencionen les exigències d'un desenvolupament normal del llenguatge i de la cognició, si bé el retard del llenguatge està permès en els criteris de Gillberg. Szatmari et al. ressalten la soledat, tots dos (Gillberg i Szatmari) comprenen l'ús atípic del llenguatge i de la llengua en els seus criteris. Encara que Szatmari no menciona comportaments estereotipats, són requerits pel DSM-IV i el CIM-10, i els dos són retinguts per Gillberg. Les respostes anormals als estímuls sensorials no s'esmenten en aquests criteris del diagnòstic, tot i que estan associats amb la síndrome d'Asperger. El DSM-IV i el CIM-10 exclouen dificultats de la paraula i del llenguatge, de manera que aquestes definicions exclouen alguns casos originals descrits per Hans Asperger. Segons un investigador, la majoria d'Aspergers pateixen símptomes d'anormalitats del llenguatge i del llenguatge. El DSM-IV diu que «l'aparició de retards clínicament significatius en el llenguatge no significa que les persones amb Síndrome d'Asperger no tinguin cap problema amb la comunicació» (American Psychiatric Association, 2000, p.80). Els criteris de Gillberg es consideren els més propers a la descripció original de la síndrome per Hans Asperger, l'agressió i la prosòdia anòmala esmentades per altres autors per definir els pacients de Hans Asperger no s'esmenten en cap criteri.
Els criteris diagnòstics del DSM-IV i del CIM-10 han estat criticats perquè són massa vagues i imprecisos per diagnosticar adults, que són massa curts (especialment en comparació amb la descripció original de Hans Asperger) i vagues. Un gran estudi realitzat el 2007 per comparar els quatre conjunts de criteris indica una «gran necessitat de reconsiderar els criteris de diagnòstic de la síndrome d'Asperger». L'estudi va revelar una superposició completa en tots els conjunts de criteris diagnòstics de la depreciació de la interacció social, amb l'excepció de quatre casos no diagnosticats per Szatmari et al. a causa de l'èmfasi en la solitud social. La manca de superposició és més forta en el retard del llenguatge i en els trastorns de la parla identificats per Gillberg, i els requisits relatius a Szatmari, DSM-IV i CIM-10, i en els diferents requisits relacionats als retards generals.
Un estudi de 2008 sobre nens amb un diagnòstic provisional de la síndrome d'Asperger va trobar un mal acord entre els quatre conjunts de criteris, mentre que la superposició només era del 39%. El 2007, Szatmari et al. van proposar un nou sistema de classificació per al TEA basat en els trets familiars trobats per epidemiologia genètica.

## Eines d'avaluació
L'escala de Gilliam (Gilliam Asperger's disorder scale, GADS) és una eina de diagnòstic que avalua el comportament, que es pot utilitzar individualment o per professionals. Normalment és utilitzat pels psicòlegs. Compta amb 32 criteris de diagnòstic, dividits en 4 categories: interaccions socials, comportament limitat, comportament cognitiu i una categoria opcional: desenvolupament precoç. La puntuació obtinguda en cadascuna d'aquestes categories dona el «quocient de la síndrome d'Asperger» (Asperger's disorder quotient). Aquesta prova triga a fer-se uns deu minuts. L'escala està disponible en una versió per a pares i professors. Té l'avantatge de proporcionar una eina senzilla de gestionar.
El programa d'observació de diagnòstic d'autisme (Autism Diagnostic Observation Schedule, ADOS) és un instrument per al diagnòstic i l'avaluació de l'autisme. El protocol consisteix en una sèrie de tasques estructurades i semiestructurades que impliquen la interacció social entre l'examinador i el subjecte. L'examinador observa i identifica segments del comportament del subjecte i els assigna a categories d'observació predeterminades. Posteriorment, les observacions categoritzades es combinen per produir puntuacions quantitatives per a l'anàlisi. Buscant determinats límits es pot identificar el possible diagnòstic de trastorns autistes clàssics o trastorns relacionats amb l'espectre autista, permetent una avaluació estandarditzada dels símptomes autistes. L'entrevista diagnòstica d'autisme revisada (Autism Diagnostic Interview-Revised, ADI-R), un instrument acompanyant, és una entrevista estructurada realitzada amb els pares del referit individu i abasta la història completa del desenvolupament del subjecte.
El quocient de l'espectre autista (Autism-spectrum quotient, AQ) és un qüestionari publicat l'any 2001 per Simon Baron-Cohen i els seus col·legues al Centre d'Investigació d'Autisme de Cambridge, Regne Unit; consisteix en cinquanta preguntes i té com a objectiu investigar si els adults d'intel·ligència mitjana presenten símptomes d'autisme o una de les altres condicions de l'espectre autista. L'any 2005, Simon Baron-Cohen va posar a punt l'Avaluació d'Asperger en Adults (Adult Asperger Assessment, AAA); es tracta d'un instrument per al diagnòstic de la síndrome d'Asperger que complementa els valors del quocient d'empatia i del quocient d'espectre autista amb una llista de 5 requisits i 18 símptomes per a valorar. Si el valor del quocient d'empatia és baix, el valor del quocient d'espectre autista alt i es compleixen els 5 requisits i un mínim de 10 dels símptomes, el subjecte avaluat manifesta el fenotip ampliat de l'autisme, i existeix una gran probabilitat que estigui afectat per la síndrome d'Asperger.
L'escala de valoració de l'autisme infantil (Childhood Autism Rating Scale, CARS) és una escala de qualificació de comportament destinada a diagnosticar l'autisme. El CARS es va dissenyar per ajudar a diferenciar els nens amb autisme dels que presentaven altres retards del desenvolupament, com ara la discapacitat intel·lectual.

## Diferenciació amb autisme d'alt funcionament
La distinció entre la síndrome d'Asperger i altres formes del TEA és fins a cert punt un artefacte de com es va descobrir l'autisme. Encara que les persones amb síndrome d'Asperger solen ser més cognitives que les que tenen autisme, l'abast de la superposició entre la síndrome d'Asperger i l'autisme d'alt funcionament és incierta. En general, es registren relativament poques diferències entre la síndrome d'Asperger i l'autisme en els paràmetres causals. Una hipòtesi estàndard és que la síndrome d'Asperger i l'autisme tenen una causa comuna, i són expressions variables del mateix trastorn subjacent. En molts casos, és difícil decidir entre l'autisme d'alt funcionament i la síndrome d'Asperger (aquest és, per exemple, el ponent i autor dels llibres sobre la síndrome d'Asperger, Stephen Shore). Els criteris per distingir entre l'autisme d'alt funcionament i la síndrome d'Asperger podrien ser:
- un Asperger no presenta un retard del llenguatge, mentre que un autista d'alt nivell funcionament sí; l'Asperger té menys dificultats per a utilitzar el llenguatge i la comprensió verbal que un autista d'alt funcionament;[26]
- un Asperger té un QI intel·lectual verbal superior al QI de rendiment, a diferència d'un autista d'alt funcionament;
- un Asperger experimenta més dificultats en la coordinació motora que l'autista d'alt funcionament;[26]
- l'autisme d'alt funcionament millora després dels quatre anys, mentre que després d'aquesta edat es fan més visibles els símptomes de la síndrome d'Asperger;[47]
- un individu amb síndrome d'Asperger pateix, en general, menys dificultats en les interaccions socials;
- la síndrome d'Asperger sol acompanyar-se de trets més marcats, com la hipersensibilitat a certs sorolls o aliments, disgrafia, discurs molt particular (to de veu, prosòdia, tendència a un llenguatge molt formalitzat fins i tot en nens), propensió a rutines repetitives i malaptesa física;

L'any 2008, una revisió dels estudis de classificació va trobar que els resultats no suportaven en gran manera les diferències entre els diagnòstics, i que les característiques més destacades provenien de les caracteritzacions del QI. La classificació actual dels TEA pot no reflectir la veritable naturalesa de les condicions. Una reunió d'experts en una conferència sobre planificació de l'autisme de l'any 2008 va assenyalar problemes amb la classificació del síndrome d'Asperger com un subgrup separat del TEA; dos dels tres grups de treball va recomanar eliminar la síndrome d'Asperger com un diagnòstic independent.
S'ha proposat un perfil neuropsicològic per a la síndrome d'Asperger; si se verifica, podria diferenciar la síndrome d'Asperger de l'autisme d'alt funcionament en un diagnòstic diferencial. En comparació amb els autistes d'alt funcionament, les persones amb síndrome d'Asperger tenen dèficits en habilitats no verbals, com la resolució de problemes visuals-espacials i la coordinació visual-motriu, amb fortes habilitats verbals.
Diversos estudis han identificat un perfil neuropsicològic d'actius i dèficits consistent amb una discapacitat d'aprenentatge no verbal, però diversos altres estudis no han pogut repetir-ho. La investigació no va revelar resultats consistents de «debilitats no verbals o augment de problemes espacials o motors en comparació amb persones amb autisme d'alt funcionament», el que porta a alguns investigadors a afirmar que augment de la capacitat cognitiva està demostrada en la síndrome d'Asperger en comparació amb l'autisme d'alt funcionament, independentment de les diferències entre la capacitat verbal i no verbal.